# Wollastonita

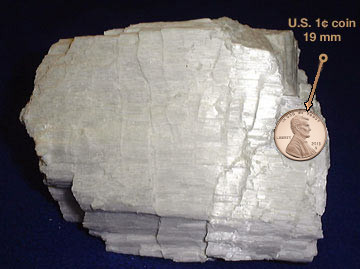
Wollastonita.

A wollastonita ou wollastonite é um mineral do grupo VIII (silicatos), segundo a classificação de Strunz. Recebe seu nome em homenagem ao mineralogista inglês Dr. W. H. Wollaston (1766 - 1828).

## Estrutura
Na wollastonita os tetraedros de SiO4 estão dispostos em cadeias com uma periodicidade de aproximadamente 730 pm, equivalente a 3 unidades de SiO4. Sua disposição é semelhante à dos piroxênos. Os íons de cálcio se encontram em um entorno octaédrico rodeados de 6 átomos de oxigênio. Uma pequena parte de cálcio pode ser substituída por íons de manganês, ferro ou magnésio.